# Huitzometl
Huitzometl är en ort i Mexiko.   Den ligger i kommunen Zapotitlán de Vadillo och delstaten Jalisco, i den södra delen av landet, 500 km väster om huvudstaden Mexico City. Huitzometl ligger 1 363 meter över havet och antalet invånare är 135.
Terrängen runt Huitzometl är huvudsakligen kuperad, men åt nordost är den bergig. Runt Huitzometl är det ganska tätbefolkat, med 65 invånare per kvadratkilometer. Närmaste större samhälle är Suchitlán, 15,5 km söder om Huitzometl. I omgivningarna runt Huitzometl växer huvudsakligen savannskog.